# Academixer

Logo

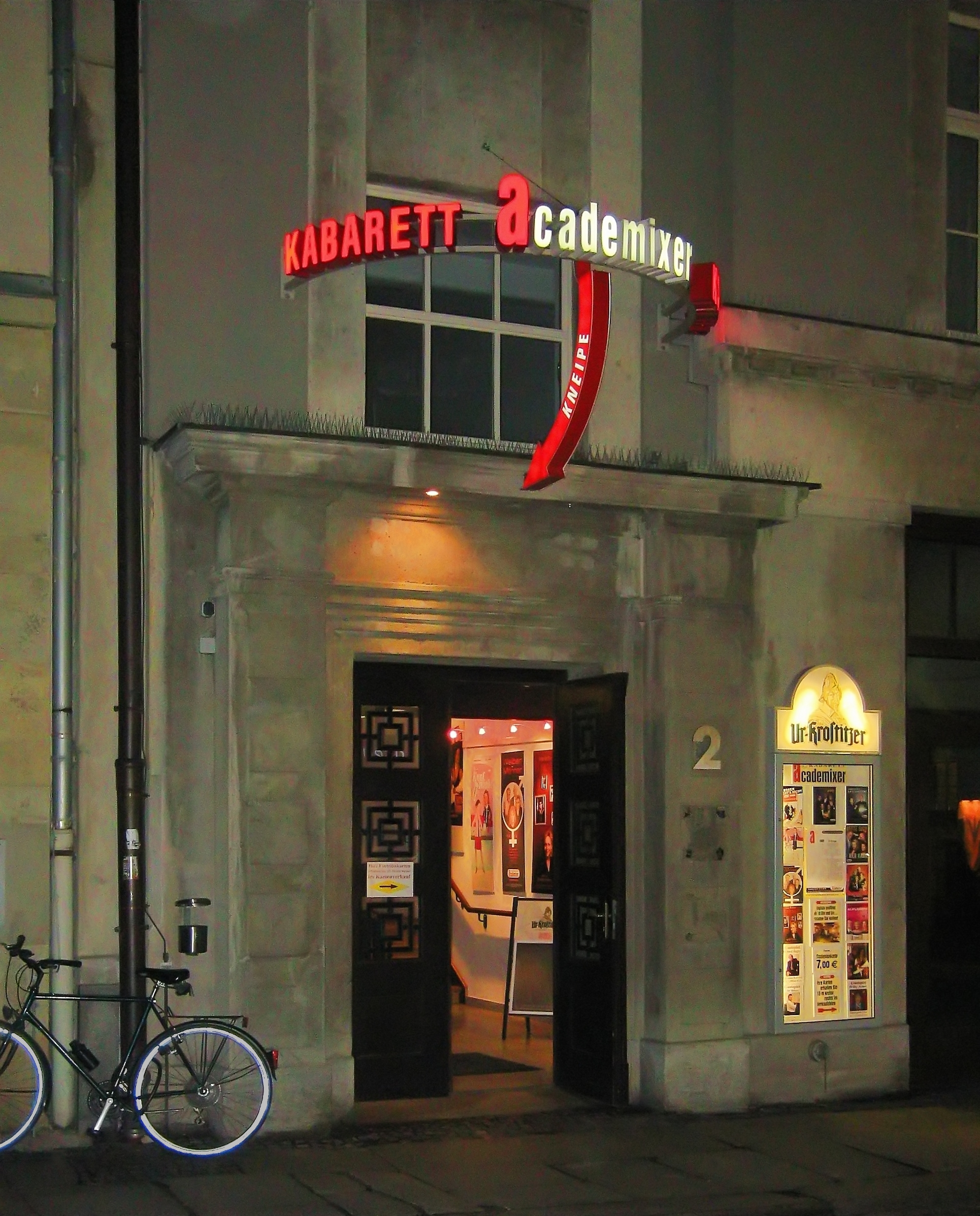
Eingang zum „academixer-Keller“ in Leipzig (2009)

Die academixer sind ein Leipziger Kabarett, das seit 1966 existiert und sich seitdem von einem Studenten- zu einem bekannten Berufskabarett gewandelt hat.

## Geschichte
Die academixer gründeten sich 1966 als Studentenkabarett im Politischen Theater „Louis Fürnberg“ der Leipziger Karl-Marx-Universität, daher auch der von „akademisch“– abgeleitete Name. 

„Das ist eine Konstruktion aus akademisch und mixen, also so ein Gemisch von so verschiedenen Sachen, die man während der Vorführung so auf der Bühne bietet, so Lieder, Spielszenen, und das war damals auch einfach so üblich, sich originelle oder pseudooriginelle Namen zuzulegen.“

Das erste Programm namens „Damit 66 nicht 33 werde“ wurde am 10. September 1966 aufgeführt.
Die Gründungsmitglieder Christian Becher, Gunter Böhnke, Jürgen Hart  und Bernd-Lutz Lange  standen viele Jahre als Ensemble auf der Bühne und prägten auch hinter den Kulissen das Spiel der academixer. Gut zehn Jahre geschah das nebenberuflich, erst Mitte der 1970er Jahre avancierten die academixer zum Berufskabarett. 1975 entstand die einzige Aufzeichnung für das Fernsehen der DDR vor der Wende und friedlichen Revolution „Wir machen ein Kulturprogramm“. Die 1977 produzierte Schallplatte „Ideal und Intensiwirklichkeit“ fiel der Zensur zum Opfer und gelangte nicht in den Handel.
Das Kabarett academixer hat seit 1980 im Keller des ehemaligen Messehauses Dresdner Hof in der Kupfergasse einen festen Spielort.
Seit 1993 sind die academixer in Form einer gemeinnützigen GmbH organisiert.
Jürgen Hart wurde der Chef des Kabaretts und blieb es bis 1990. Sein Tod am 9. April 2002 markierte einen tiefen Einschnitt. Er hatte seit 1966 fast 40 Programme geschrieben und die meisten davon auch inszeniert. Neben seiner Arbeit bei den academixern wurde er vor allem durch sein Lied „Sing, mei Sachse, sing“ einem großen Publikum bekannt.
In den 2010er Jahren pflegte das Ensemble weiterhin das academixer-typische Kabarettspiel, transponiert auf die aktuelle Zeit. Neben aktuell-politischen Themen werden sächsische Mundartprogramme, literarisch-musikalische und satirische Theaterstücke auf die Bühne gebracht. Die Angebotspalette reicht von lockeren, heiteren bis hin zu bitterbösen, schwarzhumorigen Programmen. Von 1966 bis 2006 entstanden mehr als 90 Programme.

## academixer-Keller

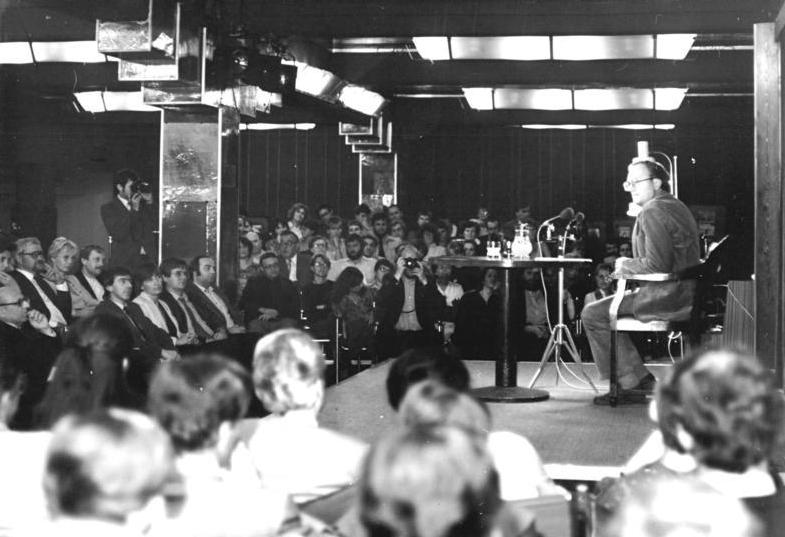
Lesung Luther-Werke 1983

1980 bekam das Ensemble eine eigene Spielstätte in der Leipziger Innenstadt. Das neue Domizil wurde im Keller des 1912/1913 von Leopold Stentzler am Neumarkt 21/Ecke Kupfergasse erbauten Messehauses „Dresdner Hof“ gefunden, einer jener Messepaläste, die damals prägend für das Stadtbild waren. Die Gestaltung der unterirdischen Räume stammt allerdings von 1928. Einmalig für die Leipziger Messehäuser entstand damals nach Entwürfen von Walter Gruner im Kellergeschoss des Dresdner Hofs eine über 1000 m² große repräsentative und elegante Empfangshalle im Art-déco-Stil mit Informationsschaltern, Arbeitsplätzen für Dolmetscher, Garderobe, Konferenz- und Diktierräumen, Schreib- und Leseräumen, einem Erfrischungsraum mit Bar, Frisierräumen für Damen und Herren, Bädern und Sanitätszimmer mit Krankenschwester.
Die Empfangshalle besitzt größtenteils noch die Originalausstattung. Viele Details des ehemaligen Interieurs, wie beispielsweise die vergoldeten und versilberten Decken und die Deckenleuchten, konnten erhalten werden. Bemerkenswert sind auch die mit hinterspiegeltem, mundgeblasenem Glasmosaik besetzten Säulen im heutigen Theatersaal.
Beim Umbau zur Spielstätte 1980 wurde die Empfangslobby um originales Bauhaus-Gestühl (entworfen von Marcel Breuer) ergänzt, das sich in die Gestaltung des Raumes einfügt. Das Kabarett bietet Platz für etwa 250 Zuschauer. Außerdem gehört zum academixer-Keller eine Gaststätte – der „Mixer“.
In der Gaststätte haben einige original erhaltene Stücke aus der Empfangshalle ihren Platz gefunden. Dazu gehören ein ehemaliger Telefon- und Postserviceschalter, Teile der Holzwände sowie einzelne Schilder und Wandbilder.
Nachdem 1993 der Messebetrieb in der Leipziger Innenstadt eingestellt worden war, baute man das Messehaus ab 1998 zur Seniorenresidenz um. Dabei wurde auch der academixer-Keller saniert. Das Kabarett trat während dieser Zeit in einer Interims-Spielstätte auf. Ab 9. Juni 2000 spielte man wieder im alten denkmalgerecht sanierten Keller.
Die künstlerische Ausgestaltung des vom Architekten Walter Gruner entworfenen Interieurs lag in der Hand von Curt Metze (1891–1976), der an vielen Stellen Leipzigs seine Spuren hinterlassen hat. Unter anderem gestaltete er ein Fenster in der Versöhnungskirche in Gohlis und die Gipsintarsien im Ring-Café (Leipzig). Bei einer Renovierung 2012 entdeckte man bei der Reinigung der Holzvertäfelung der Wände ältere Bemalungen, bei denen es sich aller Wahrscheinlichkeit nach um die Originalbemalung Curt Metzes nach den Entwürfen Walter Gruners handelt. Bei der professionellen Freilegung wurden beider Signaturen entdeckt und die Bemalungen nach heutigen konservatorischen Grundsätzen restauriert.
Der academixer-Keller dient vor allem als Spielstätte für das hauseigene Ensemble. Es finden aber auch regelmäßig Gastauftritte anderer Künstler und Kabaretts statt. Seit 1991 findet jährlich die Lachmesse im academixer-Keller statt. Bekannte Künstler wie Georg Schramm, Jochen Malmsheimer, Mathias Tretter, Tom Pauls, Bernd-Lutz Lange, Philipp Weber, Zärtlichkeiten mit Freunden, Simone Solga oder Katrin Weber traten hier auf.

## Darsteller
- Christian Becher (seit 1966)

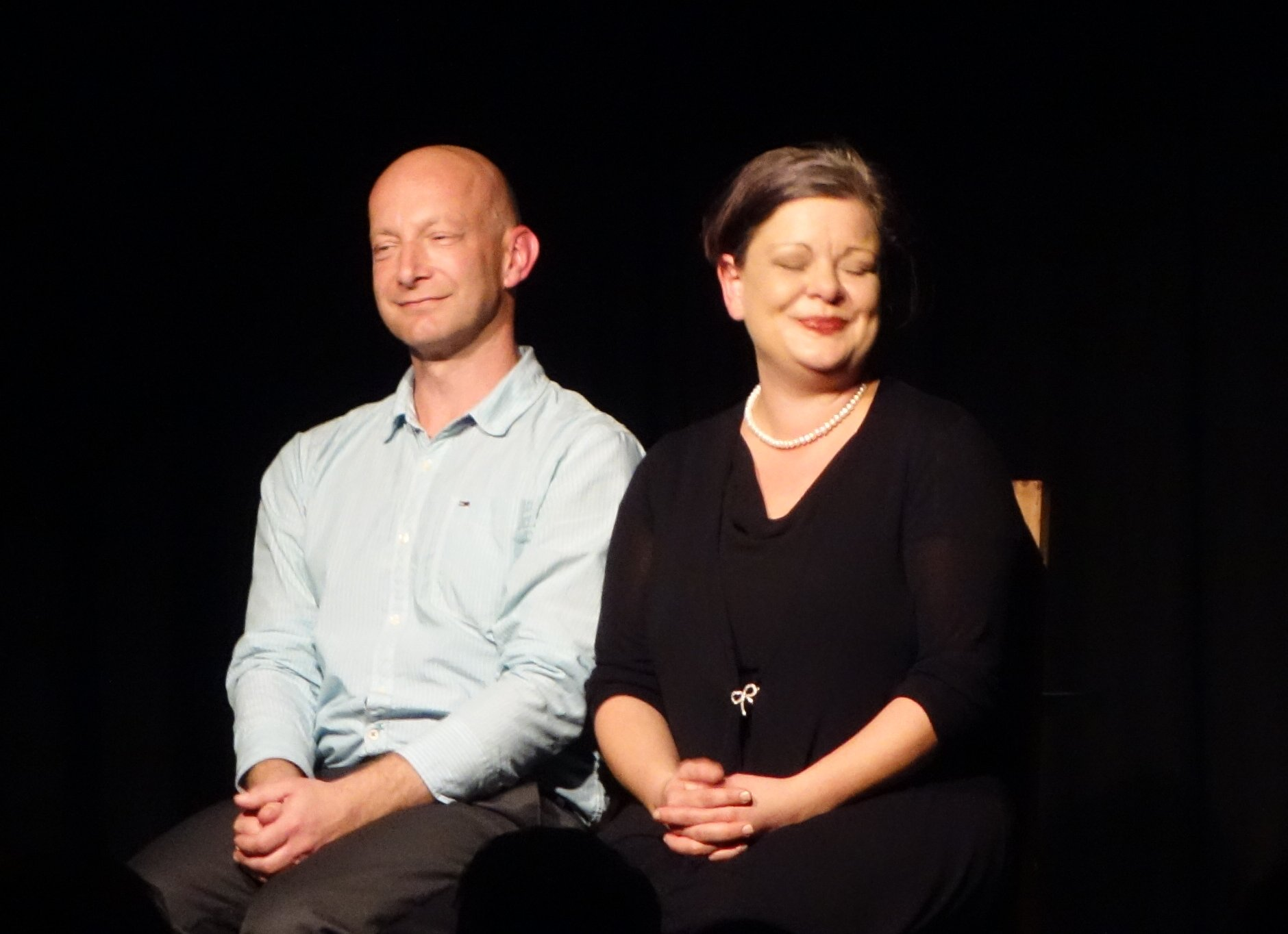
Die academixer Ralf Bärwolff und Carolin Fischer September 2014 in Pirna im Q24

- Ralf Bärwolff (seit 2003; geb. 1968)
- Astrid Bless
- Gunter Böhnke  (seit 1966)
- Claudius Bruns (seit 2005)
- Burkhard Damrau
- Jens Eulenberger
- Carolin Fischer
- Anke Geißler
- Holger Güttersberger
- Angelika Hart
- Elisabeth Hart (seit 2012; geb. 1985)
- Jürgen Hart (1966–2002)
- Katrin Hart (seit 1969)
- Bernd-Lutz Lange (seit 1966)
- Hans-Walter Molle
- Andreas Peschel
- Nadja Petri
- Rosemarie Radke (seit 1966)
- Heike Ronniger (geb. 1966)
- Manon Straché
- Peter Treuner (seit 1986; geb. 1956)
- Barbara Trommer (seit 1991)
- Felix Constantin Voigt
- Brian Völkner
- Barbara Weiß
- Dorit Zallmann (seit 1966)
- Armin Zarbock (geb. 1964)

## Textautoren
- Cornelia Molle
- Jürgen Hart
- Peter Treuner

## Musiker
- Claudius Bruns
- Peter Jakubik (seit 2014; geb. 1969)
- Jörg Leistner (seit 1993; geb. 1963)
- Ekky Meister (geb. 1969)
- Frank-Endrik Moll (seit 1991; geb. 1950)
- Christopher Schenker (seit 2002; geb. 1972)
- Enrico Wirth (seit 2010; geb. 1980)

## Regisseure
- Christiane Müller (geb. 1977)
- Holger Böhme
- Hans Holzbecher
- Volker Insel (geb. 1965)
- Matthias Kitter
- Klaus Stephan (geb. 1952)
- Frank Voigtmann
- Armin Zarbock (geb. 1964)